# 1-吡咯啉
1-吡咯啉是吡咯啉的异构体之一，也是环状的亚胺。它可以由吡咯烷的碳-氮键变成双键而成。

## 制备
1-吡咯啉可以由吡咯烷和过硫酸钠在氢氧化钠和硝酸银存在下反应而成。它也可以由高碘酸钠对脯氨酸的氧化脱羧或是碱性次氯酸钠对腐胺的氧化成环而成。